# Jacob Theodor Klein taxonjai

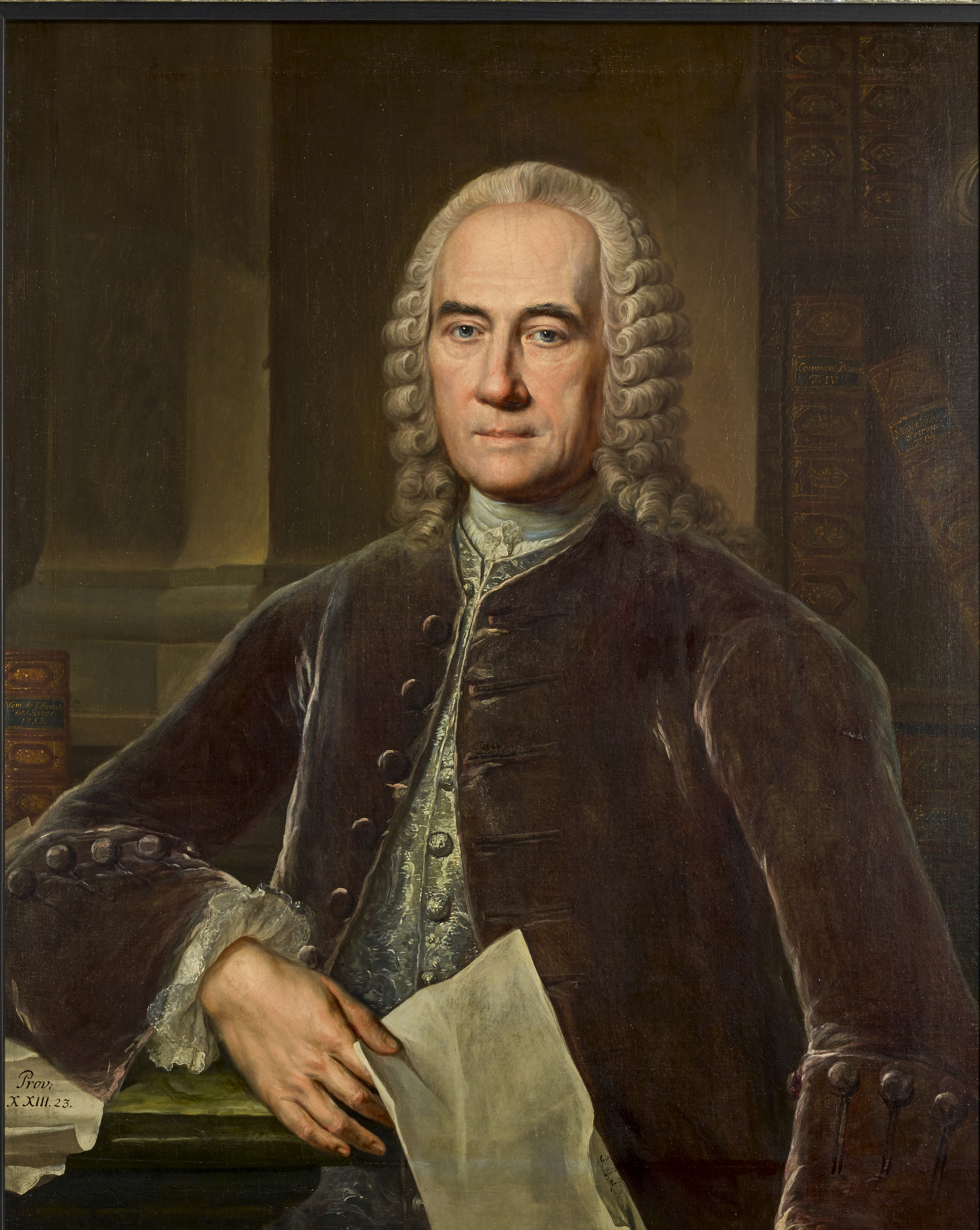
Jacob Theodor Klein

Ezen a listán azok a taxon nevek szerepelnek, amelyeket Jacob Theodor Klein (1685 – 1759) alkotott. Azok a taxon nevek, amelyek nincsenek belinkelve, manapság csak szinonimaként használtak (az alábbi lista nem teljes):

## Halak

### Sügéralakúak
- Gobio Klein, 1779 - Gobius

### Gömbhalalakúak
- Crayracion Klein, 1777 - Arothron
- Crayracion Klein, in Walbaum, 1792 - Arothron

## Tüskésbőrűek
- tüskésbőrűek (Echinodermata) Klein, 1734